# Henning Beckhoff
Henning Beckhoff (* 1991 in Ennepetal) ist ein deutscher Filmregisseur und Drehbuchautor.

## Leben
Beckhoff wandte sich der Fotografie, dann dem Theater zu – erst dem Schauspiel, später der Regie. Gefördert durch ein Deutschlandstipendium studierte er von 2012 bis 2018 Spiel- und Dokumentarfilmregie an der Filmuniversität Babelsberg Konrad Wolf (Bachelor und Master). Seine Filme liefen u. a. auf dem Filmfestival Max Ophüls Preis, den internationale Hofer Filmtagen und der Berlinale.
Sein erster Langspielfilm Fünf Dinge, die ich nicht verstehe wurde bei den Internationalen Hofer Filmtagen 2018 erstaufgeführt. Der Film erhielt den Bild-Kunst-Förderpreis für das beste Kostüm- und Szenenbild, eine lobende Erwähnung bei der Verleihung des Förderpreises „Neues Deutsches Kino“, dem Publikumspreis in Poitiers und dem Preis für die beste Produktion bei dem „Achtung Berlin“ Festival ausgezeichnet. Am 7. November 2019 startet der Film bundesweit im Kino und wird von der Filmgalerie 451 verliehen. 
Beckhoffs Abschlussfilm Off Season feierte seine Premiere auf der Berlinale 2019 in der Kategorie „Perspektive Deutsches Kino“ und wurde von First Steps mit dem Michael-Ballhaus-Preis ausgezeichnet.
Henning Beckhoff lebt und arbeitet als freischaffender Regisseur, Autor und Produzent an Spiel- und Dokumentarfilmen in Berlin. Er ist Stipendiat der Drehbuchwerkstatt in München und des Wim Wenders Stipendium der Film- und Medienstiftung in NRW. Im Jahr 2020 war er Teilnehmer bei den Berlinale Talents. 
Im Jahr 2021 nahm Beckhoff an der Résidence du Festival de Cannes teil, 2022 war er Stipendiat der Berlinale Script Station sowie der Villa Kamogawa des Goethe-Instituts in Japan. Seit 2024 ist er Mitglied der Deutschen Filmakademie und der Europäischen Filmakademie. 
2024 war er als künstlerischer Berater an der ZDFneo-Serie Deadlines beteiligt. Im selben Jahr initiierte er gemeinsam mit Pauline Roneeberg den Podcast Take 2 – Geschichten vom Scheitern, in dem er mit Filmschaffenden über kreative Rückschläge, Krisen und neue Wege spricht. Die erste Folge mit Tom Tykwer erschien im Frühjahr 2025.
Sein zweiter Langspielfilm Fossil feierte 2023 Premiere beim Filmfest München und wurde dort mit dem FIPRESCI-Preis ausgezeichnet.

## Filmografie
- 2015: Männer, Möpse und Motoren (Kurzfilm)
- 2017: Fahrt zur Hölle (Kurzfilm)
- 2017: Vogelfrei (Kurzfilm)
- 2018: Fünf Dinge, die ich nicht verstehe (Spielfilm)
- 2019: Off Season (Mittellanger Spielfilm)
- 2023: Fossil (Spielfilm)